# Rivulus roloffi
Rivulus roloffi är en fiskart som beskrevs av Roloff, 1938. Rivulus roloffi ingår i släktet Rivulus och familjen Rivulidae. Inga underarter finns listade i Catalogue of Life.